# Saint Thomas Middle Island
Saint Thomas Middle Island é uma paróquia de São Cristóvão e Neves localizada na ilha de São Cristóvão. Sua capital é a cidade de Middle Island.